# 407 aC
El 407 aC va ser un any del calendari romà prejulià. Era l'any 347 'Ab urbe condita', o de la fundació de Roma.

## Esdeveniments
- Alcibíades retorna a Atenes dins el marc de la Guerra del Peloponès. El règim intermedi dels Cinc Mil, el govern que va succeir els Quatre-cents l'any 411 aC, li havia proposat el retorn, però va esperar fins al 407 aC per tornar a la ciutat. Plutarc diu que, tot i que la seva restitució ja havia estat aprovada a la moció de Críties, un aliat polític seu, Alcibíades hi va voler tornar amb honors.[1]
- A Roma van ser elegits tribuns amb potestat consular: Luci Furi Medul·lí, Gai Valeri Potit Volús, Numeri Fabi Vibulà i Gai Servili Ahala.[2]

## Naixements
- Espeusip, filòsof deixeble de Plató.[3]

## Necrològiques
- Hermòcrates de Siracusa. Es va apropar a la ciutat d'Hímera amb una força considerable on va ser admès com amic, i va entrar amb alguns soldats; quan els siracusans es va adonar que els seus soldats eren pocs, els van atacar i els van matar a tots incloent Hermòcrates, abans que la resta del seu exèrcit podes entrar a la ciutat en el seu ajut.[4]